# Can Bachs (l'Ametlla del Vallès)
Can Bachs és un edifici del municipi de l'Ametlla del Vallès (Vallès Oriental) protegit com a bé cultural d'interès local.

## Descripció
És una antiga masia situada a la sagrera de l'antic nucli històric de l'Ametlla. Actualment és fruit de la reforma realitzada per l'arquitecte municipal M. J. Raspall, el qual feu una interpretació força moderada de l'arquitectura rural. A la façana ens trobem els elements típics de la masia pròpia de mitjan segle XVI: portal adovellat de mig punt, finestres d'arc pla de carreu i rellotge de sol al segon pis, a l'eix del carener. La casa es compon de planta baixa i dos pisos. L'aportació raspalliana es veu en l'element d'ornamentació de maó que envolta el rellotge de sol, en la balustrada també de maó de la part superior esquerra del capcer. Es pot considerar com una reforma dintre de l'estil modernista en la seva branca popularista.

## Història
Can Bachs està situada a la Sagrera i molt a prop de l'església. Al seu costat es troba Can Viver de la Plaça i Can Fàbrega de la Plaça, ambdues també de mitjan segle xvi.
La reforma de Can Bachs s'efectuà a principis d'aquest segle. Obeeix a les noves necessitats del poble en el moment d'ampliació i transformació de centre agrícola en centre d'estiueig. Així ho confirma el fet que fou pagada per un llogater que passà l'estiu a l'Ametlla, el Sr. Guarro (de lafàbrica de paper).